# Justify My Love
Justify My Love è uno dei due inediti contenuti nel primo greatest hits della cantautrice statunitense Madonna, The Immaculate Collection. Fu pubblicato come singolo nel 1990.
Scritta originariamente da Ingrid Chavez e Lenny Kravitz, che è presente anche come backing vocalist, Justify My Love fu poi accreditata a Lenny Kravitz e Madonna. Contiene un campionamento del brano Security of the First World dei Public Enemy, tratto dal loro album It Takes a Nation of Millions to Hold Us Back del 1988, il quale a sua volta risulta già contenere un campionamento dal brano Funky Drummer di James Brown.
La canzone fu oggetto di dispute da parte della Chavez, che fece causa ad entrambi per non averla inclusa nei crediti del brano per i diritti d'autore. Ingrid Chavez, che basa sul parlato e sul sussurrato molte delle sue composizioni, con un ritmo dance in sottofondo, spiegò come Madonna avesse cambiato ben poco del testo e come Lenny Kravitz non fosse l'autore assoluto della canzone e che, invece, lo fosse solo della frase "Justify My Love". Ingrid Chavez vinse la causa e venne risarcita di qualche milione di dollari.
Il brano è caratterizzato da frasi sussurrate e da cori in sottofondo, fortemente distorti. Questo stile anticipò il successivo album Erotica, che nella sua carriera coincise anche con l'uscita del libro fotografico Sex e del film Body of Evidence - Il corpo del reato.

## Il video
Firmato da Jean-Baptiste Mondino e diretto il 9 novembre 1990 a Parigi, è sicuramente uno dei più controversi mai realizzati nella carriera di Madonna. Per il contenuto fortemente erotico fu censurato da MTV e mandato in onda solo di notte. Il clip è ambientato in una camera di hotel, dove si svolge uno strano party. Protagonisti del video sono i ballerini di Madonna, che hanno partecipato al Blond Ambition Tour e il suo fidanzato dell'epoca, l'attore e modello Tony Ward. Il video è filmato in un bianco e nero sgranato e si apre con Madonna che cammina in uno stato di shock lungo il corridoio di un albergo appesantita da una valigia alla ricerca della sua camera; a un certo punto la stessa si riversa contro una parete e pronunciando le prime parole del brano si accascia sulle ginocchia mentre con gli occhi socchiusi solleva il suo giaccone sotto il quale lascia intravedere le autoreggenti e la sua lingerie, e si massaggia le cosce con le gambe divaricate. In fondo al corridoio nel frattempo si affaccia un uomo misterioso in giacca e camicia, i cui panni sono vestiti da Tony Ward, l'allora compagno della popstar, che avanza verso la cantante: in ginocchio ai suoi piedi, si protende verso di lui. Successivamente vengono mostrate altre camere dell'hotel, dove alcune persone si cimentano in varie pratiche sessuali, per poi passare a Madonna che, sdraiata su un letto, amoreggia con l'uomo misterioso. Il video si conclude con la scritta "Poor is the man whose pleasures depend on the permission of another" ossia "Misero è l'uomo i cui piaceri dipendono dall'accondiscendenza di un altro".
ABC's Nightline, programma americano, mandò in onda il video (non censurato), e Madonna fu ospite della trasmissione per difendere la sua posizione ed esprimere le sue idee sulla censura.
Il video è stato poi pubblicato in VHS l'anno seguente insieme alla performance di Vogue agli MTV Video Music Awards del 1990. Il video ha ricevuto quattro dischi di platino dalla RIAA, che equivalgono a 200 000 copie vendute.

## Remix ufficiali

### The Beast Within
Justify My Love (The Beast Within Mix) è il remix più famoso di questa canzone. I versi della canzone sono sostituiti da estratti della Bibbia, esattamente dal libro dell'Apocalisse di Giovanni. The Beast Within è stato inserito nella scaletta del Girlie Show (1993), del Re-Invention Tour (2004), la cui versione è pubblicata sull'album dal vivo I'm Going to Tell You a Secret (2006), e del Celebration Tour (2023-2024).

## Classifiche

### Classifiche settimanali
| Classifica (1990/1991) | Posizione massima |
| ---------------------- | ----------------- |
| Australia              | 4                 |
| Austria                | 9                 |
| Canada                 | 1                 |
| Paesi Bassi            | 4                 |
| Finlandia              | 1                 |
| Francia                | 17                |
| Italia                 | 2                 |
| Nuova Zelanda          | 5                 |
| Norvegia               | 3                 |
| Spagna                 | 3                 |
| Svezia                 | 8                 |
| Svizzera               | 3                 |
| Stati Uniti            | 1                 |

### Classifiche di fine anno
| Classifiche (1991) | Posizione |
| ------------------ | --------- |
| Italia             | 15        |
| Regno Unito        | 43        |
| Stati Uniti        | 21        |